# Nanochromis
Nanochromis és un gènere de peixos de la família dels cíclids i de l'ordre dels perciformes.

## Taxonomia
- Nanochromis consortus (Roberts & Stewart, 1976)
- Nanochromis dimidiatus (Pellegrin, 1900)
- Nanochromis minor (Roberts & Stewart, 1976)
- Nanochromis nudiceps (Boulenger, 1899)
- Nanochromis parilus (Roberts & Stewart, 1976)
- Nanochromis sabinae (Lamboj, 2005)[2]
- Nanochromis splendens (Roberts & Stewart, 1976)
- Nanochromis squamiceps (Boulenger, 1902)
- Nanochromis teugelsi (Lamboj & Schelly, 2006)[3]
- Nanochromis transvestitus (Stewart & Roberts, 1984)
- Nanochromis wickleri (Schliewen & Stiassny, 2006)[4][5][6][7]